# Emanuel von Max
Emanuel Max, Ritter von Wachstein, född den 19 oktober 1810 i Bürgstein, död den 22 februari 1900 i Prag, var en österrikisk skulptör. Han var farbror till Gabriel von Max.
von Max studerade i Prag, Wien och Rom och utförde kyrkliga skulpturer i klassisk stil (flera i Prag). Hans främsta arbete är Radetzkys staty i Prag (avtäckt 1858). Bifigurerna utfördes av brodern Joseph Max. von Max utgav 1893 den vidlyftiga självbiografin 82 Lebensjahre.